# Gervais Pomerleau
Pour les articles homonymes, voir Pomerleau.
Gervais Pomerleau (Jonquière, 3 juillet 1952 - 3 septembre 2019) est un auteur québécois.

## Biographie
Il étudie d'abord en boucherie, puis en armurerie à Los Angeles en 1970 au North American Gun Pro School de Los Angeles en 1970 et en 1972 le métier de policier militaire en Ontario au Canadian Forces School of Intelligence and Security,. Enfin, il est diplômé de l'Université du Québec à Chicoutimi en Études littéraires françaises. Il est connu en premier lieu comme auteur au théâtre avec la pièce Coffin sur l'affaire du même nom, publiée aux Éditions de la marée montante en 1980, qui recevra cette même année le prix de la Plume saguenéenne,. Il devient par la suite romancier et pigiste pour plusieurs journaux et magazines. Il s'établit aux Îles de la Madeleine dans les années 1980.

## Prix
Outre la Plume saguenéenne pour Coffin, il reçoit le prix littéraire des Associés en 1995 pour le récit Comme Foin de Mer et le prix du public du Salon du livre du Saguenay-Lac-Saint-Jean pour Saint-Jean-Vianney.

## Œuvres
On compte parmi les œuvres de Gervais Pomerleau,, :
- Coffin (théâtre, Éditions de la Marée Montante, 1980)
- Moitié-Moitié (nouvelle, in Fragments, Inéditions de la Revue Écrits, 1992)
- Navigateur placentaire (nouvelle in Les Îles de l’Âme, Humanitas, 1993).

Trilogie de L’Essence d’un peuple
Tison-ardent (Roman, Humanitas, 1992)
La Complainte des Huarts (Roman, Humanitas, 1994)
Le Fleuve de la mort (Roman, Humanitas, 1996)
Cycle Les Chevaucheurs de vagues
Les Colères de l'océan (Roman, Humanitas, 1993)
La Cargaison du diable (Roman, Humanitas, 1995)
Héritiers du vent (Roman, Humanitas, 1997)
La Symphonie des glaces (Roman, Humanitas, 1998)
Rochers aux Oiseaux (Roman, Humanitas, 1999)
Dossier Irving Whale
L’Affaire du cachalot noir (Roman jeunesse, Éditions D’ici et d’ailleurs, 1994)
Le Lutin des mers (Roman jeunesse, Éditions D’ici et d’ailleurs, 1995)
Tout baigne dans l'huile (Roman, Éditions Feuille-T-on, 1996)
Irving Whale - La Conspiration du silence  (Dossier, Humanitas, 2006)
- Comme foin de mer, (récit, Éditeq, 1995).
- Saint-Jean-Vianney village englouti (Document historique, Humanitas, 1996)
- Guêpes (roman, Humanitas, 2000)
- L'Oiseau de malheur (recueil de nouvelles, Feuille-T-on, 2000)
- Les Vents fous (roman, Humanitas, 2001)

Trilogie Le Royaume
Malchut (roman, Humanitas, 2002)
Meneur de loups (roman, Humanitas, 2003)
Insoumis! (roman, Humanitas, 2003)
- 7 bicyclettes (roman policier, Humanitas, 2004)

Trilogie La Marque du lys
- Le Balbuzard (roman, Humanitas, 2007)
- Breizh (roman, Humanitas, 2008)[7]
- La Part du Diable (roman, Humanitas, 2009)